# Bolmke

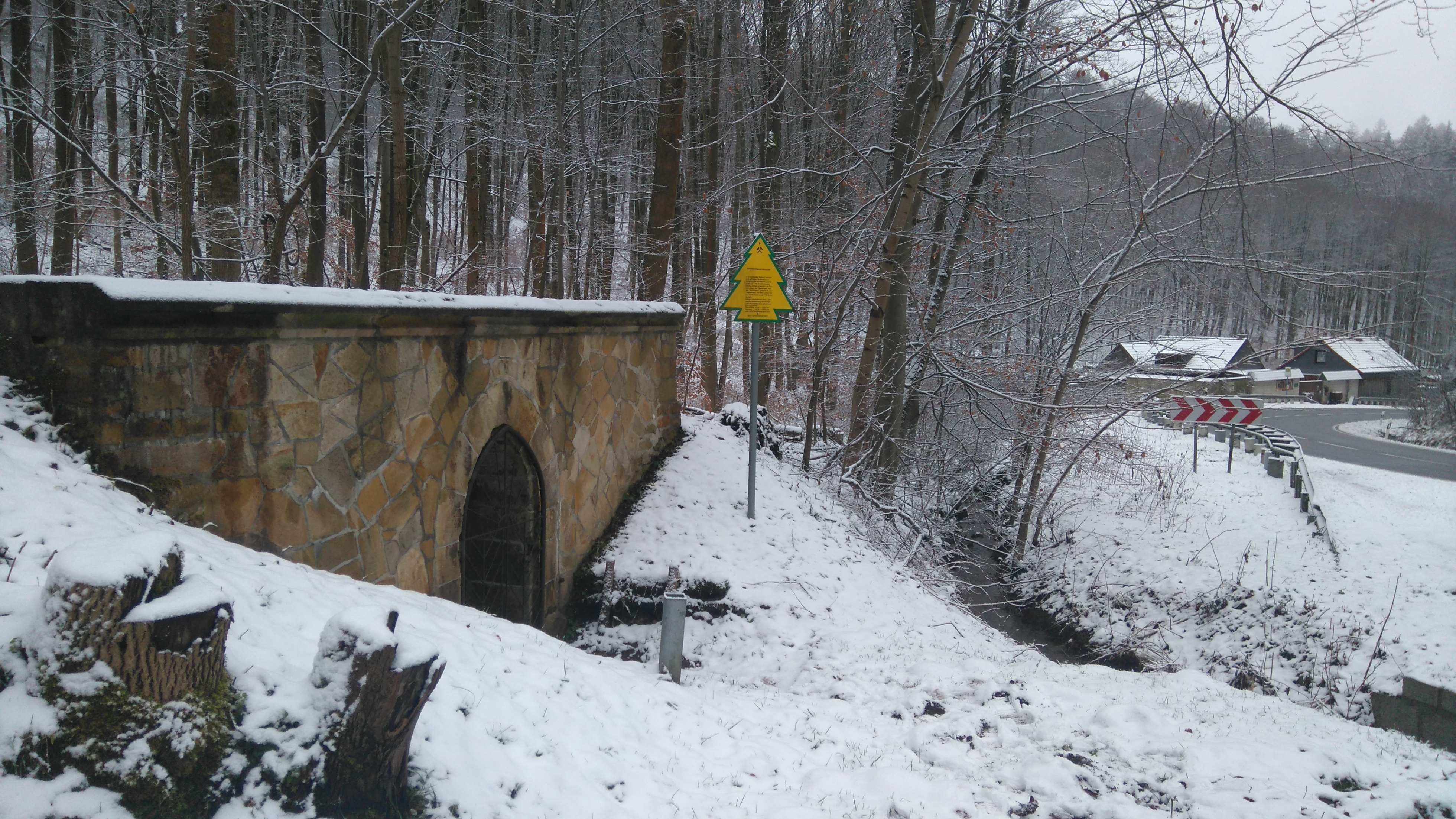
Blick vom Schlosswasserhäuschen auf Bolmke (2018)

Bolmke bezeichnet ein Waldgebiet und ein darin stehendes Wohnhaus an der Bundesstraße 244 zwischen Wernigerode und dem zur Stadt Oberharz am Brocken gehörigen Ortsteil Stadt Elbingerode (Harz) in Sachsen-Anhalt.

## Geschichte
Das Königreich Preußen waren maßgeblich für die Steuer- und Zollerhebung in der Grafschaft Wernigerode im Harz zuständig, da die Grafen zu Stolberg als vorherige Landesherren bereits 1714 mediatisiert worden sind. Für die Verzollung von Waren machte sich ein sogenannter Ansage- oder Declarations Posten erforderlich, dessen Anlegung ein preußischer Oberzoll- und Steuerinspektor aus Quedlinburg an der vielbenutzten Fahrstraße zwischen Elbingerode im Königreich Hannover und Wernigerode im Königreich Preußen unweit der Grenze, wo die Straße auf das preußische Territorium führte, angeregt. Dieser Ansageposten wurde 1830/31 auf einem von der Gemeinde Nöschenrode dem preußischen Staat für 20 Taler abgetretenen Waldgrundstück errichtet. Doch erfüllte der Ansage- oder Zollposten nicht seine hohen Erwartungen und war bereits 1838 eingegangen, so dass sogar der Abriss des Gebäudes in Erwägung gezogen wurde.
1866 verkaufte das preußische Hauptzollamt das Gebäude in Bolmke an Graf Otto zu Stolberg-Wernigerode, der hier eine sogenannte Chausseegeld-Hebestelle oder kurz gesagt ein Chausseehaus einrichten ließ. Jede Person, die eine der auf Kosten des Grafenhauses neuangelegten Chausseen benutzen wollte, musste dafür eine Gebühr entrichten, wie es heute noch von Mautstraßen in den Alpenländern bekannt ist. Noch bis Anfang der 1930er Jahre diente das Gebäude in Bolmke als Chausseegeld-Hebestelle und wurde dann als kleine Gastwirtschaft genutzt. Der Pächter wählte für diese Ausflugsgaststätte die Bezeichnung „Zur Erholung“. Schon im Sommer 1937 wehrte sich des Städtische Verkehrsamt Wernigerode gegen diesen Namen mit folgender Begründung: „Fremde machten uns darauf aufmerksam, daß sie zwar ein Haus „Zur Erholung“ gefunden hätten, aber mangels der richtigen Bezeichnung „Bolmke“ zu der Annahme gekommen wären, nicht richtig gefunden zu haben. Die [...] Bezeichnung „Zur Erholung“ ist für ein an dieser belebten Autostraße gelegenes Grundstück wenig glücklich gewählt und könnte vielleicht ganz in Fortfall kommen.“ Tatsächlich wurde die damalige Bezeichnung zugunsten der historischen Bolmke damals wieder abgelegt.
Heute wird das Gebäude, bei dem sich auch eine Bushaltestelle befindet, als Wohnhaus genutzt.

## Sachzeuge aus der Zeit als Chausseegeld-Hebestelle
Im Harzmuseum in Wernigerode ist heute noch eine Chausseegeldtariftafel für Kraftwagen, die 1905 am damaligen Chausseehaus Bolmke ausgehängt und 1908 inhaltlich ergänzt worden ist.